# Adrian Igoni Barrett
A. Igoni Barrett né le 26 mars 1979 à Port Harcourt est un écrivain nigérian. 

## Biographie
Il naît à Port Harcourt, au Nigéria, d'une mère nigériane et d'un père jamaïcain, le romancier et poète Lindsay Barrett (en). En 2005, il publie un recueil de nouvelles intitulé From Caves of Rotten Teeth, suivi en 2013 de Love Is Power, or Something Like That. En 2015, ce dernier ouvrage, traduit par Sika Fakambi, est publié en français par les éditions Zulma. 
Il est considéré comme un des nouveaux auteurs marquants de la littérature africaine anglophone.

## Œuvres
- From Caves of Rotten Teeth: A Collection of Short Stories, Daylight Media Services, 2005,  (ISBN 9789780193591)
- Blackass, Chatto & Windus, 2015  (ISBN 9780701188566)
- Love Is Power, or Something Like That, Graywolf Press, 2013, traduit en français par Sika Fakambi, éditions Zulma, 2015  (ISBN 978-2-84304-710-7)